# Троян Корнило
Корнило Троян, пол. Kornyło Trojan, Kornel Trojan (1885, с. Сидорів, Гусятинський повіт, Галичина, Австро-Угорщина — 5 березня 1959, Нью-Йорк, США) — український громадський та політичний діяч, адвокат. Сенатор Сейму Речі Посполитої. 

## Біографія
Учасник Першої світової війни у складі австрійської армії, 1914 потрапив до московського полону. У 1917-20 роках провадив освітню працю серед українських полонених у Ташкенті, куди потрапив як австрійський інтернований вояк. Керував хором. 
Після повернення з полону 1921 — співробітник «Заграви», а згодом видатний діяч УНДО (член президії 1925-1926). 
У 1928-30 роках — сенатор Сейму від Львівського воєводства за списком Блоку Національних Меншин, у 1935-38 роках — посол Сейму, обраний за 69 округом. 
Після московської окупації 1939 спочатку організував органи самоврядування міста Ходорів, але вже у грудні того ж року виїхав до Генерального Губернаторства, але його родина була депортована углиб Московщини. З осені 1940 вже відкрив адвокатську практику у Любліні, а 1941 переїхав до Львова, де провадив курси для працівників самоврядування. З наближенням московської армії 1944, виїхав до Німеччини, де працював у органах влади міста Ауґсбург.
1946 перебував у Ді-Пі таборах, де були зібрані українці-емігранти. 1952 емігруав до США, де працював у кооперативних товариствах. 
Похований у Нью-Йорку, на Кальварійському цвинтарі (секція 70, частина 88, могила 4).